# اتفاقية شيكاغو للطيران المدني الدولي
أنشأت إتفاقية الطيران المدني الدولي المعروفة أيضا باسم إتفاقية شيكاغو منظمة الطيران المدني الدولي وهي وكالة متخصصة تابعة للأمم المتحدة مكلفة بتنسيق وتنظيم السفر الجوي الدولي. تنص الاتفاقية على قواعد للمجال الجوي وتسجيل الطائرات والسلامة وتفاصيل حقوق الموقعين فيما يتعلق بالسفر الجوي. كما تعفي الاتفاقية الوقود الجوي التجاري من الضرائب.
وقع على الوثيقة في 7 ديسمبر 1944 في شيكاغو بالولايات المتحدة 52 دولة. حصلت على التصديق اللازم في 5 مارس 1947، دخلت حيز التنفيذ في 4 أبريل 1947 في نفس تاريخ دخول منظمة الطيران المدني الدولي حيز الوجود. في أكتوبر من العام نفسه أصبحت منظمة الطيران المدني الدولي وكالة متخصصة تابعة للمجلس الاقتصادي والاجتماعي التابع للأمم المتحدة. منذ ذلك الحين تم تنقيح الاتفاقية ثماني مرات (في عام 1959 و1963 و1969 و1975 و1980 و1997 و2000 و2006).
اعتبارا من عام 2020 فقد صدقت 193 دولة على اتفاقية شيكاغو وتشمل جميع الدول الأعضاء في الأمم المتحدة باستثناء ليختنشتاين و الفاتيكان .

## النتائج
تحظر المادة 24 من الاتفاقية فرض الضرائب على وقود الطيران التجاري (على الرغم من أن الوقود لأغراض ترفيهية لا يعفى من الضرائب). أدى هذا إلى مناقشة في البرلمان البريطاني حول ما إذا كان عدم وجود ضرائب يمثل إعانة لصناعة الطيران تقدر بنحو 10 مليار جنيه استرليني سنويا في المملكة المتحدة. علاوة على ذلك فإن إدراج مخطط الطيران الدولي في تجارة الاتحاد الأوروبي المخطط في عام 2014 يعتبر «ضريبة غير مشروعة» من قبل الدول بما في ذلك الولايات المتحدة والصين اللتان شهدتا اتفاقية شيكاغو.